# ゴレスターン州
ゴレスターン州（ゴレスターンしゅう、ペルシア語: استان گلستان, ラテン文字転写: Ostān-e Golestān）は、イランの北東部、カスピ海南岸にある州（オスターン）。州都はゴルガーン。人口は186万8819人（2016年国勢調査）、面積は20,380km²。

## 気候と地理
ゴレスターンの気候は年間を通じて穏やかで過ごしやすい。地理的には平野部とアルボルズ山脈の山岳部に二分される。アルボルズ山脈は東部では北東に向かって高度を下げてゆく。州内の最高地点はシャーヴァル山の標高3,945mである。
州内には1976年に成立したイラン国内初の国立公園であるゴレスターン国立公園がある。また、アルボルズ山脈の東部にはヒルカニアの森林群があり、その中にヒョウやヒグマが生息している。1976年にその一部はユネスコの生物圏保護区に指定された。

## 歴史

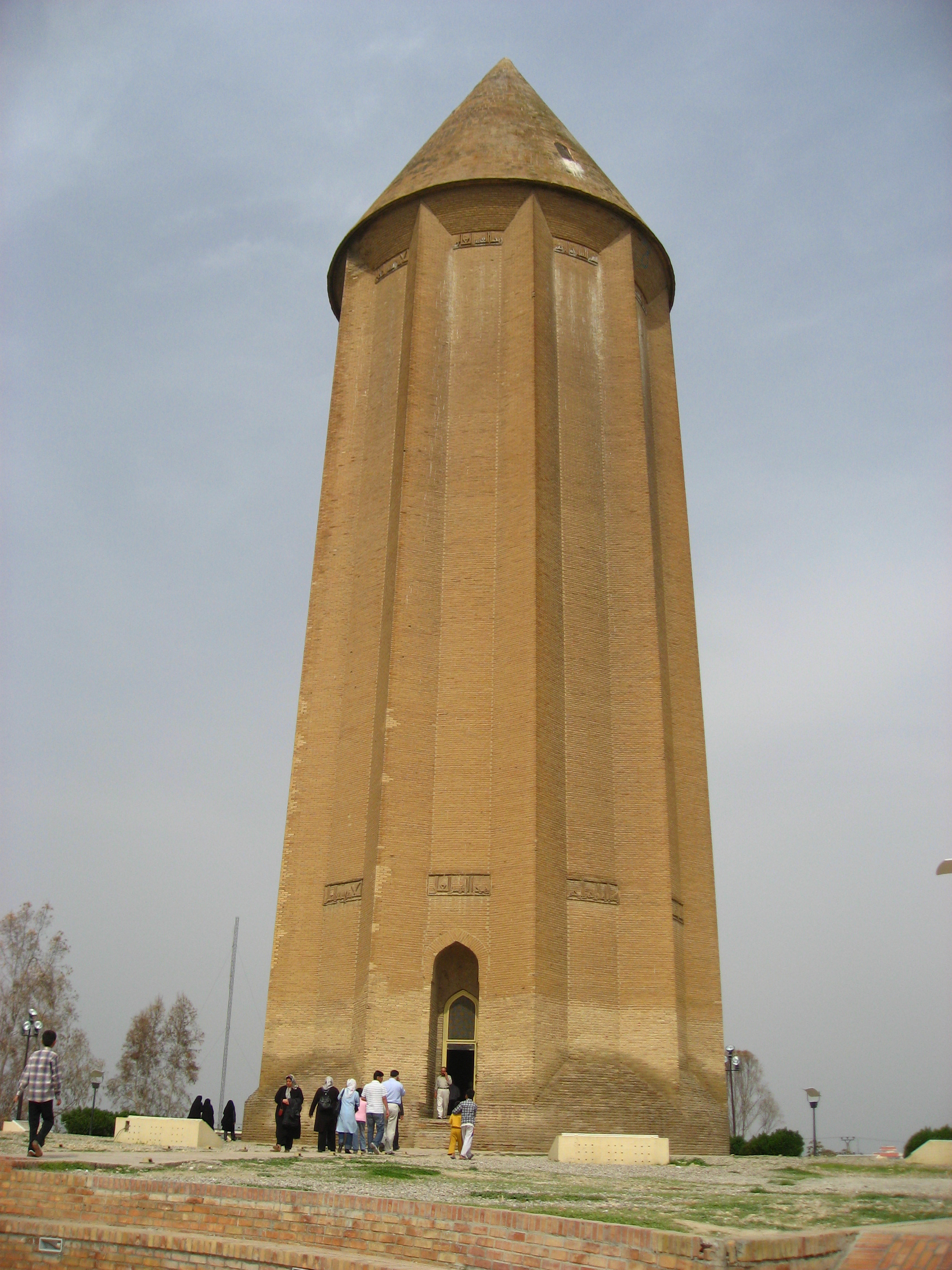
ゴンバデ・カーブース、1007年創建。中世イランに花開く芸術、建築を彷彿とさせる。

この地域に人びとが住みだしたのは紀元前1000年ころにさかのぼる。今のゴルガーンの都市近郊に古代都市ジョルジャーンの遺跡を今日もなお見ることができる。ジョルジャーンはシルクロード上にあって、イランの重要な都市であった。
また今日のゴルガーンは1937年以前、エステラバーあるいはアスタラーバードと呼ばれた。
ゴレスターン州は1997年、マーザンダラーン州から分割された。

## 行政区分
管下にバンダレ・トルキャマーン、バンダレ・ギャズ、アリーアーバード、コルド・クーイー、ゴルガーン、ゴンバデ・カーヴース（世界遺産「ゴンバデ・カーブース」がある）、ミーヌー・ダシュトの諸郡（シャフレスターン）を擁する。

## 住民

### 民族
少数民族としてはトルキャマーンが州の北部、特にゴンバドやバンダレ・トルキャマーンなどの街に住む。またバローチ、アゼリー人、アフガーン人、アルメニア人のコミュニティもあり、その伝統を守っている。

## 文化
ブワイフ朝やズィヤール朝などのイラン王朝はこの地域に興り、前イスラーム期のイラン文明復興で知られている。たとえばブワイフ朝の君主はサーサーン朝の支配者たちが用いたシャーハンシャー（ペルシア語: شاهنشاه: 王の中の王）の称号を名乗った。
州内には世界でもっとも高いレンガ造りの塔が立っている。ゴンバデ・カーブースがそれで、この地域の有名なアミールの創建になるものである。

## 高等教育機関
- ゴルガーン農学大学 (ウェブサイト)
- ゴルガーン医科大学
- ゴレスターン医科大学
- イスラーム自由大学アリーアーバード・キャトゥール
- イスラーム自由大学アーザードシャフル
- イスラーム自由大学ゴルガーン